# Angel Genchev
Angel Angelov Genchev (na transcrição inglesa, aprox. Ânguel Anguelov Guentchev, em búlgaro:  Ангел Ангелов Генчев; 31 de janeiro de 1967, em Targovichte) é um halterofilista búlgaro.
Angel Genchev é o halterofilista mais bem-sucedido na história do Campeonato Mundial Júnior. Ele conquistou quatro medalhas de ouro no total combinado entre 1984 e 1987, competindo nas categorias até 60 kg, 67,5 kg e 75 kg.
Em 1988, conquistou a medalha de ouro no Campeonato Europeu, com um total combinado de 372,5 kg (162,5 kg no arranque e 210 kg no arremesso), na categoria até 75 kg.
Nos Jogos Olímpicos de Seul 1988, competiu na categoria até 67,5 kg e superou todos os recordes mundiais de sua classe de peso: 160 kg no arranque (superando em 2 kg a marca anterior de seu compatriota Mikhail Petrov); 202,5 kg no arremesso (também 2 kg acima do recorde de Mikhail Petrov); 362,5 kg no total combinado (7,5 kg acima do recorde anterior de Petrov).
Esse desempenho o colocou 22,5 kg à frente do segundo colocado, o alemão Joachim Kunz (340 kg). No entanto, Genchev foi desclassificado por dopagem, perdendo a medalha e tendo seus recordes anulados.
Ele retornou ao cenário competitivo no Campeonato Mundial de 1994, ficando em terceiro lugar na categoria até 70 kg.
Sua trajetória após 1988 foi retratada no filme "Salto Mortale" (2015).

## Quadro de resultados
| Ano  | Competição                | Local          | Total (kg) | Pos. | Arranque (kg) | Pos. | Arremesso (kg) | Pos. | Classe de peso |
| ---- | ------------------------- | -------------- | ---------- | ---- | ------------- | ---- | -------------- | ---- | -------------- |
| 1984 | Campeonato Mundial Júnior | Lignano        | 280 kg     | 1    | 122,5 kg      | 2    | 157,5 kg       | 1    | –60 kg         |
| 1985 | Campeonato Mundial Júnior | Edimburgo      | 275 kg     | 1    | 125 kg        | 1    | 150 kg         | 1    | –60 kg         |
| 1986 | Campeonato Mundial Júnior | Donaueschingen | 320 kg     | 1    | 145 kg        | 1    | 175 kg         | 1    | –67,5 kg       |
| 1987 | Campeonato Mundial Júnior | Belgrado       | 347,5 kg   | 1    | 152,5 kg      | 2    | 195 kg         | 1    | –75 kg         |
| 1988 | Campeonato Europeu        | Cardiff        | 372,5 kg   | 1    | 162,5 kg      | 1    | 210 kg         | 1    | –75 kg         |
| 1988 | Jogos Olímpicos *         | Seul           | 362,5 kg   | DSQ  | 160 kg        | 99 ! | 202,5 kg       | 99 ! | –67,5 kg       |
| 1994 | Campeonato Mundial        | Istambul       | 340 kg     | 3    | 155 kg        | 2    | 185 kg         | 4.   | –70 kg         |

* Nos Jogos Olímpicos as medalhas são dadas somente para o total combinado
Em 1987, em Miskolc, Genchev estabeleceu um recorde mundial no arranque—170 kg, na categoria até 75 kg.